# Јувал Ноа Харари
Јувал Ноа Харари (хебр. יובל נח הררי; Хајфа, 24. фебруар 1976) јесте израелски интелектуалац, историчар и професор историје на Хебрејском универзитету у Јерусалиму. Аутор је научно-популарних бестселера Сапијенс: Kратка историја човечанства, Хомо деус: Кратка историја сутрашњице, и 21 лекција за 21. век.
Харари пише о когнитивној револуцији, која се догодила пре око 70.000 година када је Homo sapiens истиснуо Неандерталца и остале врсте рода Homo, развивши језик и изграђено друштво уз помоћ пољопривредне револуције и научне методе, због којих је човеку скоро успело да доминира над природом. Његове књиге такође проучавају могуће последице футуристичког биотехнолошког света у ком интелигентне биолошке организме надмашује њихова сопствена творевина; рекао је да ће хомосапијенс каквог познајемо за стотинак година нестати.

## Биографија
Јувал Ноа Харари рођен је и одрастао у Кирјат Ати, у Израелу, 24. фебруара 1976. године. Једно је од троје деце Шлома и Пнине Харари. Његова је породица била секуларна јеврејска породица источноевропског и либанског порекла. Када је имао три године, Харари је сам себе научио да чита. Са 8 година је постао ђак Едукативног центра ”Лео Бек” у Хајфи, у одељењу за интелектуално надарену децу. Одложио је служење војног рока у Израелским одбрамбеним снагама да би уписао студије у оквиру Атуда програма, али је након студија потпуно ослобођен војне обавезе због здравствених проблема. Са 17 година је уписао историју и међународне односе на Хебрејском универзитету у Јерусалиму.
Харари је хомосексуалац и 2002. године је упознао свог супруга Ицика Јахава, за кога каже да је његов ”интернет свих ствари”. Јахав је такође Хараријев лични менаџер. Венчали су се на цивилној церемонији у Торонту, у Канади.
Харари тврди да му је Випасана медитација, којом је почео да се бави током студија на Оксфорду 2000. године, променила живот.  Медитира два сата дневно (по сат времена пре почетка и након завршетка радног дана), сваке године оде на тридесетодневни ”ритрит” у тишини без књига или друштвених мрежа, а такође је и помоћни инструктор медитације. Хомо Деус је посветио свом учитељу Ш. Н. Гоенки, ”који ме је с љубављу научио важним стварима”, рекавши да не би ”могао написати ову књигу без фокуса, мира и увида стеченог кроз петнаестогодишње искуство практиковања випасане”. Такође, Харари сматра да је медитација вид истраживања.
Харари је веган, а каже да је то резултат његовог истраживања, укључујући и његово мишљење да основа млечне индустрије кида везу између мајке краве и бебе телета.  Почев од јануара 2019. године, Харари не користи паметни телефон.
Данас се бави питањима везаним за макро историјска питања, какав је однос историје и биологије, која је суштинска разлика између Homo sapiens--а  и других животиња, етичка питања везана за технологију 21. века.
Његове књиге су продате у преко 23 милиона примерака и преведене су на више од 60 језика.
Држи предавања широм света на којима представља теме из својих књига и чланака. Интересантно је да су његова предавања потпуно отворена и свако може да му присуствује. Редовно објављује у часописима Гардијан, Тајмс, Вол стрит џурнал.
Предавач је на Одељењу за историју Хебрејског универзитета у Израелу. 
Живи у предграђу Тел Авива.

## Образовање
Првобитно је специјализирао средњовековну и војну историју на Хебрејском универзитету у Јерусалиму од 1993. до 1998. године. Докторирао је на Универзитету у Оксфорду 2002. године, под менторством Стивена Ј. Гана. 2003. године уписао је постдипломске студије историје као стипендиста фондације Јад Ханадив. Током студија на Оксфорду први пут се сусрео са делом Џареда Дајмонда, за кога каже да је утицао на његово стваралаштво. На једном догађају у Институту ”Бергруен”, Харари је рекао да га је Дајмондово дело Пушке, микроби и челик на неки начин просветлило. ”Схватио сам да бих ја заправо могао да пишем такве књиге”.

## Изабрана библиографија

### Књиге
- Сапијенс: кратка историја човечанства , 2011, на енглеском 2014, на српском 2018.
- Хомо деус: кратка историја сутрашњице, 2015, на енглеском 2016, на српском 2018.
- 21. лекција за 21. век, 2018, на енглеском 2018, на српском 2019.

### Чланци
- The Military Role of the Frankish Turcopoles – a Reassessment, Mediterranean Historical Review 12 (1) (June 1997), pp. 75–116.
- The Concept of ‘Decisive Battles’ in World History, The Journal of World History 18 (3) (2007), 251–266
- Combat Flow: Military, Political and Ethical Dimensions of Subjective Well-Being in War, Review of General Psychology (September 2008)
- Why Technology Favors Tyranny, The Atlantic (October 2018).

## Награде
Добитник је многих међународних награда.